# District de Prizren
Le district de Prizren (en albanais : Rajoni i Prizrenit ; en serbe cyrillique : Призренски округ ; en serbe latin : Prizrenski okrug) est une subdivision administrative du Kosovo. Selon le recensement kosovar de 2011, il compte 331 620 habitants. Le centre administratif du district est la ville de Prizren/Prizren.
Les communes/municipalités de Dragash/Dragaš, Malishevë/Mališevo et Mamuşa/Mamushë/Mamuša ne sont pas reconnues par la Serbie. Selon le découpage administratif serbe, Rahovec/Orahovac, rattaché par le Kosovo au district de Gjakovë/Đakovica, reste rattaché au district de Prizren.

## Culture et histoire
L'église de la Vierge de Leviša à Prizren, est une fondation du roi serbe Stefan Milutin et de l'archevêque Sava III ; elle a été construite en 1306-1307.
Le voisinage de Prizren est distingué par d'autres églises : l'église du Saint-Sauveur de 1330-1348, l'église Saint-Nicolas de 1331-1332, l'église du Prince Marko de 1371 et la cathédrale Saint-Georges de la deuxième moitié du XIXe siècle.
Aux XVIe et au XVIIe siècles, durant l'occupation ottomane, des mosquées et des hammams furent construits partout à Prizren et dans ses alentours. La mosquée de Gazi Mehmed Pacha, encore connue sous le nom de « mosquée Bajrakli », est l'un des premiers monuments d'architecture islamique dans Prizren ; elle a été construite en 1561 et, encore aujourd'hui, elle abrite des livres en arabe et en turc, y compris un Coran de 1312.

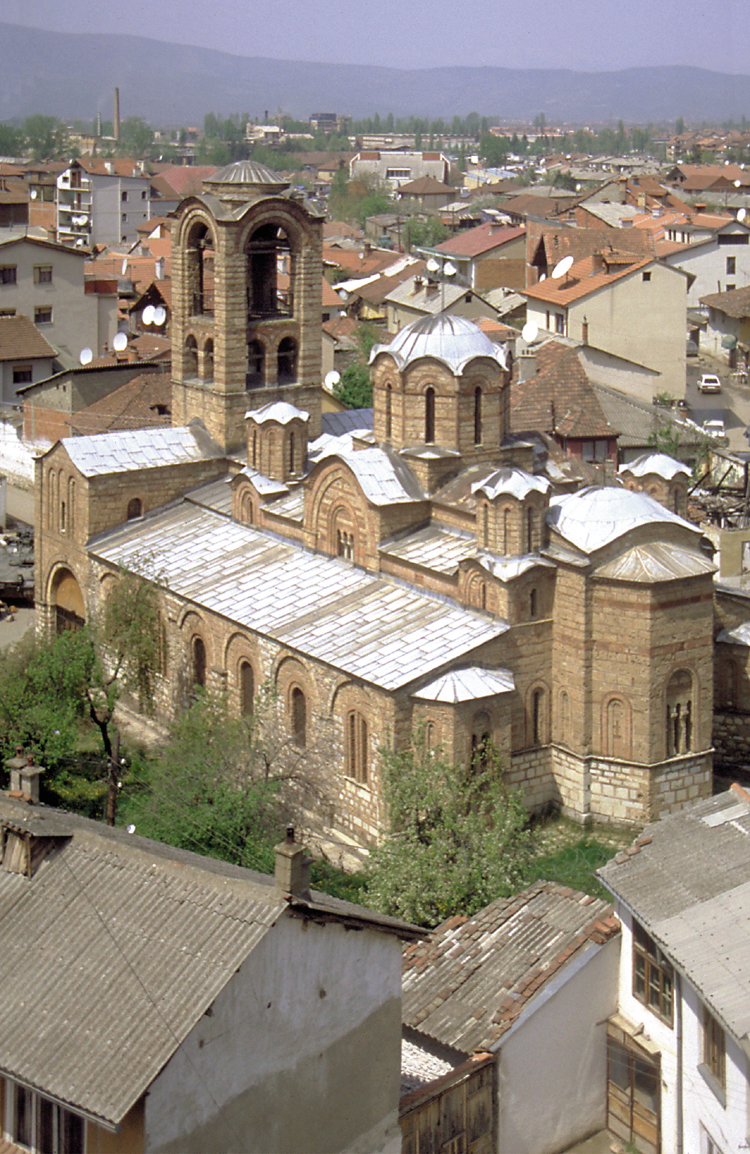
L'église de la Vierge de Leviša
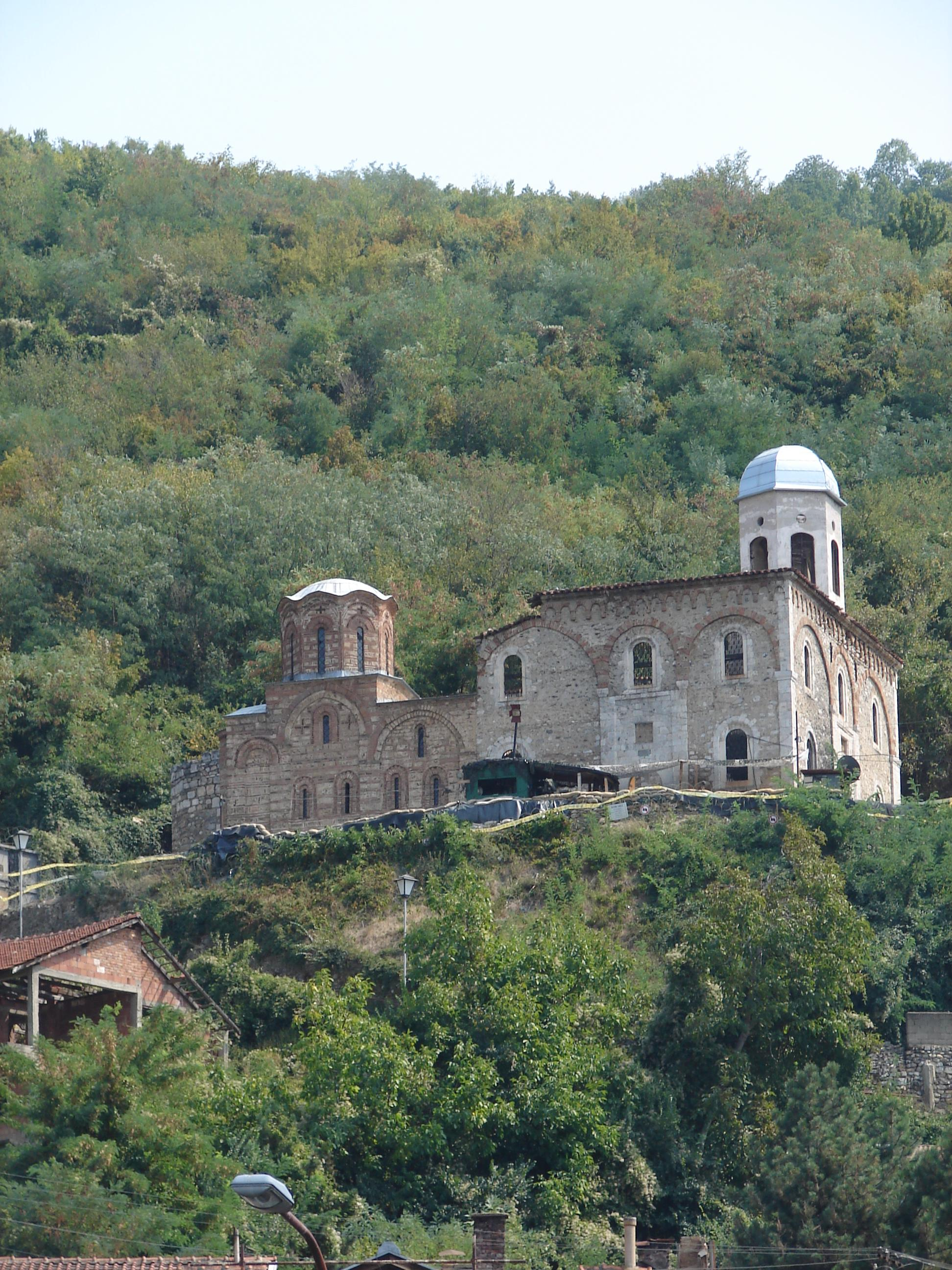
L'église du Saint-Sauveur
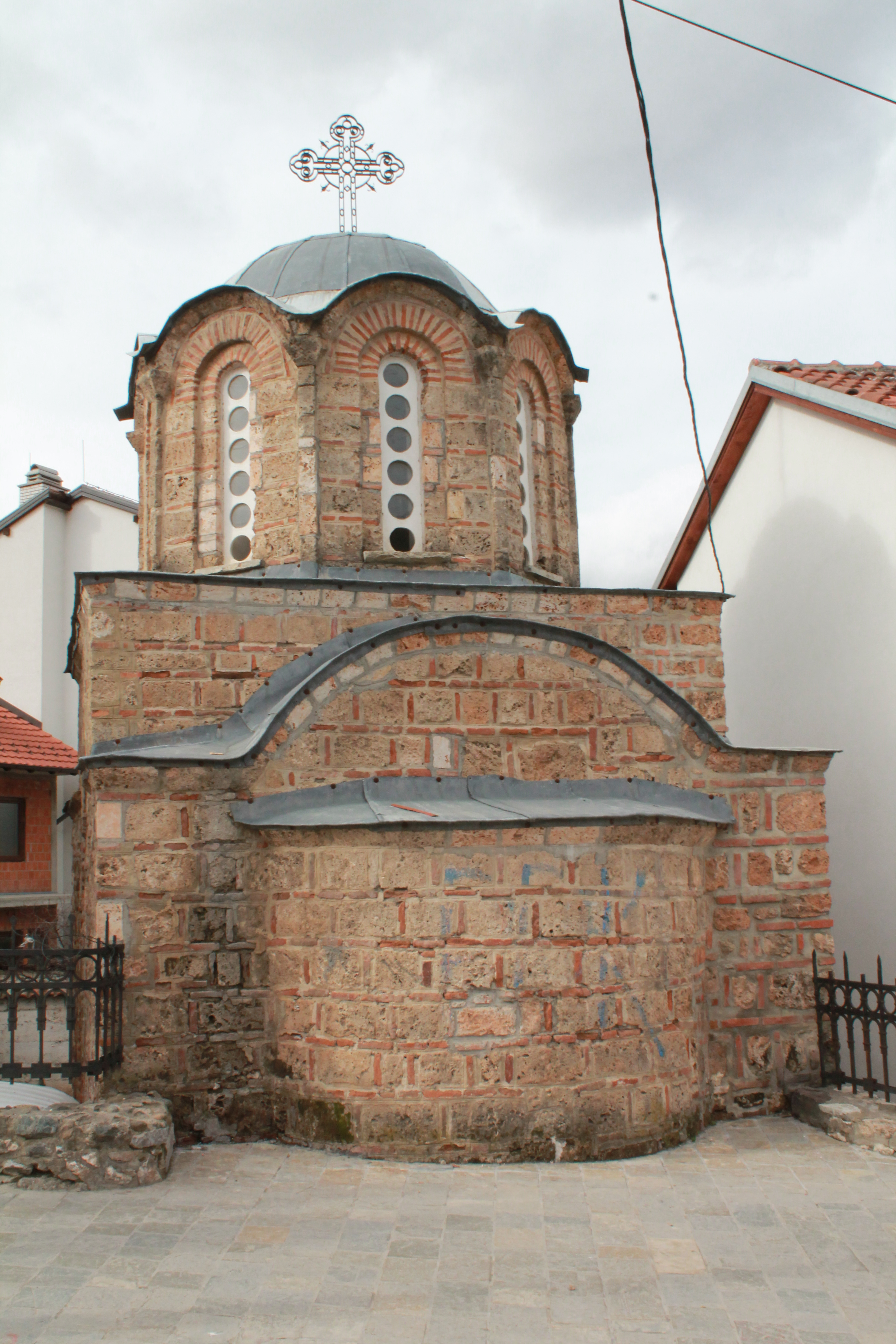
L'église Saint-Nicolas
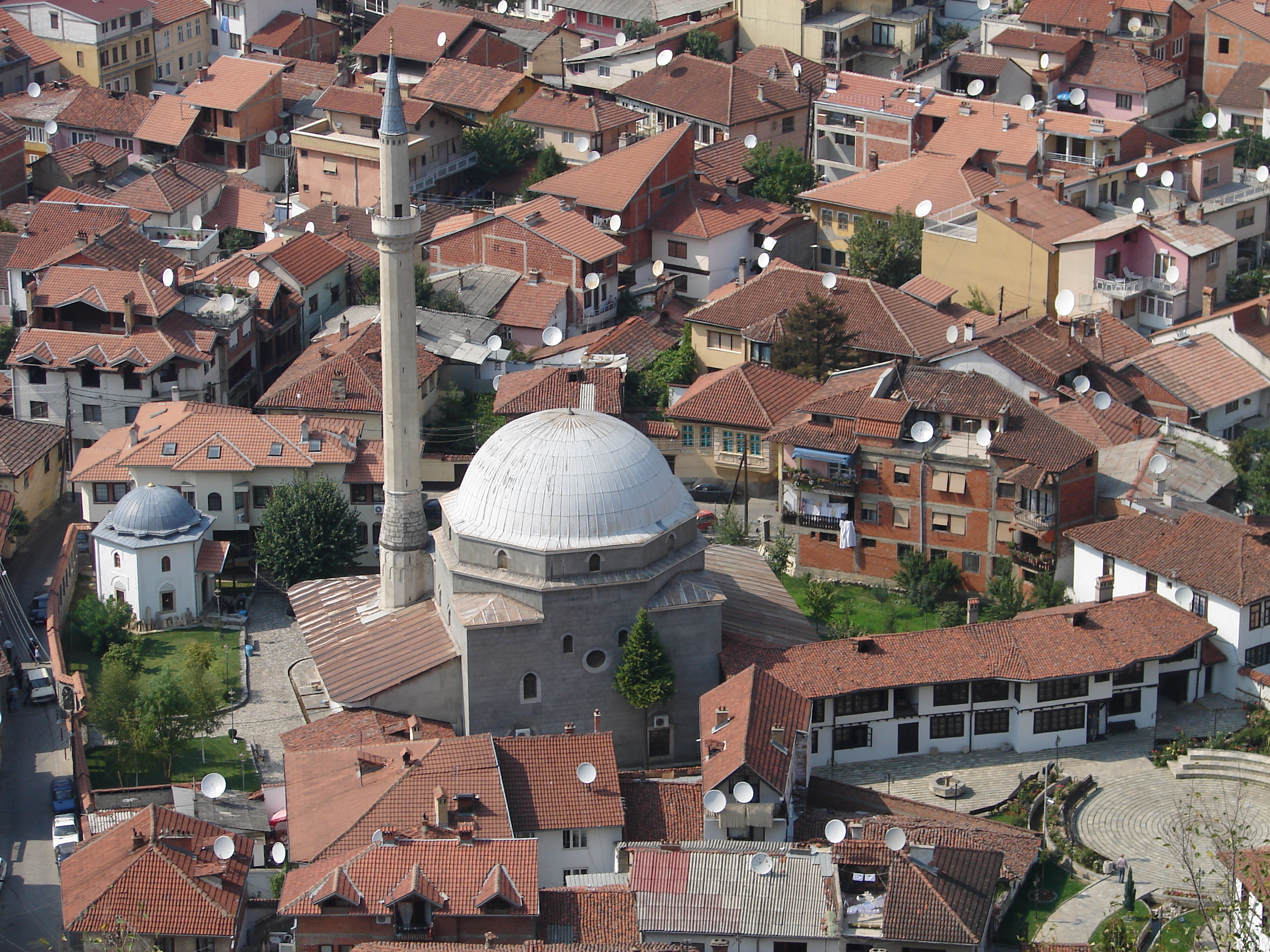
La mosquée de Gazi Mehmed Pacha

## Communes/Municipalités
| Nom                   | Superficie (en km2) | Population 1991 | Population 2011 |
| --------------------- | ------------------- | --------------- | --------------- |
| Dragash/Dragaš        | 435                 | 39 435          | 33 997          |
| Malishevë/Mališevo    | 306                 | 47 817          | 54 613          |
| Mamuşa/Mamushë/Mamuša | 11                  | 3 297           | 5 507           |
| Prizren/Prizren       | 640                 | 175 426         | 177 781         |
| Suharekë/Suva Reka    | 351                 | 64 530          | 59 722          |
| Total                 | 1 743               | 330 502         | 331 620         |

## Démographie

### Évolution historique de la population
| 1948    | 1953    | 1961    | 1971    | 1981    | 1991    | 2011    |
| ------- | ------- | ------- | ------- | ------- | ------- | ------- |
| 115 001 | 123 998 | 142 134 | 191 633 | 256 832 | 330 502 | 331 620 |

|  |

### Répartition de la population par nationalités (2011)
En 2011, les Albanais représentaient 84,41 % de la population, les Bosniaques 6,34 %, les Turcs 4,35 % et les Gorans 2,90 %.